# Wacken
Wacken este o comună din landul Schleswig-Holstein, Germania. Se află în Schenefeld[*], la o altitudine de 26 m deasupra nivelului mării. Are o suprafață de 7,1 km². Populația este de 1.918 locuitori, determinată în 30 septembrie 2019, prin actualizare statistică[*].